# Obalnica
Obalnica (lat. Aeluropus) je biljni rod iz porodice trava raširen po Euroaziji i sjevernoj Africi. Postoji šest priznatih vrsta, od kojih jedna, kritično ugrožena primorska obalnica raste i u Hrvatskoj.

## Vrste
1. Aeluropus badghyzi Tzvelev
2. Aeluropus laciniatus Khodash.
3. Aeluropus lagopoides (L.) Thwaites
4. Aeluropus littoralis (Gouan) Parl.
5. Aeluropus macrostachyus Hack.
6. Aeluropus pilosus (H.L.Yang) S.L.Chen & X.L.Yang